# Padma Samten

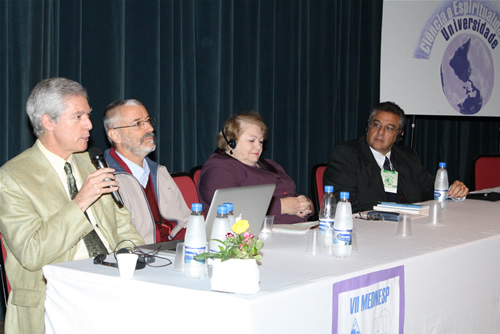
Alan Wallace, Padma Samten, Marlene Rossi Severino Nobre e Roberto Lúcio Vieira de Souza, UFRGS, em 2009

Padma Samten, nascido Alfredo Aveline (Porto Alegre, 24 de janeiro de 1949), é um lama budista brasileiro.
Físico, com bacharelado e mestrado em física quântica pela Universidade Federal do Rio Grande do Sul (UFRGS), Aveline foi professor de 1969 a 1994. Neste período, dedicou-se especialmente ao exame da física quântica, teoria na qual encontrou afinidade com o pensamento budista.
Em 1986 fundou o Centro de Estudos Budistas Bodisatva (CEBB), com sede em Viamão (RS), e que tem atualmente centros de prática e retiros em todo o país.
Em 1993, foi aceito como discípulo por Chagdud Tulku Rinpoche e em 1996 foi ordenado lama. Desde então, Padma Samten viaja pelo Brasil para oferecer palestras, retiros, estudos e práticas que integram os ensinamentos budistas e o treinamento da mente à vida cotidiana e às diversas áreas do saber, como educação, psicologia, economia, administração, ecologia e saúde.

## Livros
- A Jóia dos Desejos (ed. Fundação Peirópolis, 2001, brochura, 168 pág. ISBN 858566360X)
- Meditando a Vida (ed. Fundação Peiropólis, 2001, brochura, 160 pág. ISBN 8585663545)
- Mandala do Lótus (ed. Fundação Peiropólis, 2006, brochura, 160 pág. ISBN 857596092X)
- O Lama e o Economista (ed. Rima, 2007, brochura, 121 pág. ISBN 8576560275)
- A Roda da Vida  (ed. Fundação Peirópolis, 2010, capa dura, 160 pág. ISBN 8575961829)
- Relações e Redes (ed. Ação Paramita, 2019, 80 pág. ISBN 978-65-8093-200-9)[6]